# Georg-Kerschensteiner-Preis
Der Georg-Kerschensteiner-Preis ist eine Auszeichnung, die seit 2004 jährlich von der Deutschen Physikalischen Gesellschaft (DPG) für besondere Leistungen auf dem Gebiet der „Lehre im Bereich Schule, Hochschule und Weiterbildung, Erforschung der Lehr- und Lernprozesse im Physikunterricht, Entwicklung und Erforschung neuer Konzepte und Medien für die Lehre und deren wissenschaftliche Evaluation“ verliehen wird. Diese Auszeichnung ist dem deutschen Pädagogen Georg Kerschensteiner gewidmet. Sie besteht aus einer Urkunde und einem Preisgeld in Höhe von 3.000 Euro.

## Preisträger
- 2004: Bernd Kretschmer und Rudolf Lehn
- 2006: Jürgen Miericke
- 2008: Klaus-Peter Haupt
- 2009: Otto Lührs
- 2010: Michael Winkhaus
- 2011: Ernst Leitner und Ulli Finckh
- 2012: Christian Heilshorn
- 2013: Joachim Lerch
- 2014: Michael Kobel
- 2015: Elmar Breuer und Manuela Welzel-Breuer
- 2016: Nina Wentz und Ingo Wentz
- 2017: Joachim Wambsganß
- 2018: Lutz Schäfer
- 2019: Thomas Biedermann
- 2021: Kim N. Ludwig-Petsch
- 2022: Horst Schecker
- 2023: Sebastian Staacks und Christoph Stampfer
- 2024: Rainer Müller
- 2025: Silke Stähler-Schöpf